# Work from Home
Work from Home (dt.: „von zu Hause aus arbeiten“) ist ein Lied der US-amerikanischen Girlgroup Fifth Harmony in Zusammenarbeit mit dem US-amerikanischen Rapper Tyrone William Griffin, Jr., bekannt unter seinem Künstlernamen Ty Dolla $ign. Das Lied ist die erste Singleveröffentlichung aus dem zweiten Studioalbum 7/27 und wurde am 26. Februar 2016 veröffentlicht. Work from Home erreichte die Top 10 der deutschen Singlecharts und ist die bisher charttechnisch erfolgreichste Veröffentlichung von Fifth Harmony.

## Hintergrund
Work from Home wurde von Joshua Coleman, Jude Demorest, Dallas Koehlke, Tyrone Griffin, Jr., Alexander Izquierdo and Brian Lee geschrieben. Joey Arbagey, A&R-Manager von Fifth Harmony, spielte den Mitgliedern den Song vor, woraufhin alle begeistert vom Song gewesen sind. Daraufhin wurde Work from Home von Coleman und Koehlke für Fifth Harmonys zweites Studioalbum 7/27 produziert. Ursprünglich wollten Fifth Harmony dieses Lied Work nennen, auf Grund der kurz vorher erschienenen Single Work der Sängerin Rihanna entschloss sich die Band, den Titel leicht abzuändern. Nachdem die Band die Single zwei Tage vorher angekündigt hatte, folgte die Premiere des Liedes am 26. Februar 2016 in der Radio-Sendung Elvis Duran and the Morning Show. Am selben Tag wurde die Single und das dazugehörige Musikvideo veröffentlicht.

## Musikalisches und Inhalt
Work from Home ist ein Pop/R&B-Lied mit Soul-Elementen. Der im Viervierteltakt komponierte Song ist in f-Moll geschrieben und besitzt ein Tempo von 105 Schlägen pro Minute. Die Akkordfolge lautet Fm-D♭-A♭, der Stimmumfang reicht von G3 bis F5. Work from Home ist im klassischen Strophe-Refrain-Modus aufgebaut, zwischen beiden wird eine Bridge, bzw. Pre-Chorus, gespielt. Die Mitglieder von Fifth Harmony singen jeweils eigene Textstellen. Die erste Strophe wird von Camila Cabello gesungen, es folgt die Bridge von Normani Hamilton und der Refrain von Lauren Jauregui. Die zweite Strophe wird von Ally Hernandez gesungen, es schließt sich die Bridge von Dinah Hansen und der Refrain erneut von Lauren Jauregui an. Die dritte Strophe wird von Ty Dolla $ign vorgetragen, bevor Lauren und Camila gemeinsam den Refrain singen.
Textlich handelt Work from Home von einer Beziehung, in der der Mann oft arbeiten ist, die Frau mit ihm aber lieber zu Hause, auch im sexuellen Sinn, arbeiten möchte. Dies wird zum Beispiel durch die Textstelle „Let my body do the work“ („Lass meinen Körper die Arbeit machen“) deutlich, aber auch durch andere Zweideutigkeiten im Text.
| „I know you’re always on the night shift But I can’t stand these nights alone And I don’t need no explanation Cause baby, you’re the boss at home.“ – Pre-Chorus, Originalauszug | „Ich weiß, dass du immer Nachtschicht hast Aber ich kann diese Nächte alleine nicht ertragen Und ich brauche keine Erklärungen, denn Baby du bist der Boss zu Hause.“ – Pre-Chorus, deutsche Übersetzung |

## Kritiken
Work from Home erhielt überwiegend positive Kritiken. Fiete Oberkalkofen von 1Live bezeichnete das Lied als „zurückhaltenden R’n’B mit ordentlich Soul und passend zum Bandnamen mit vielen guten Harmonien“. Henry Einck vom Online-Musikportal Dance-Charts findet Work from Home „qualitativ deutlich hochwertiger“ als Rihannas Work. Als abschließendes Fazit gab er an, dass „Fifth Harmony mit dieser Single erneut ihr gesangliches Talent beweisen“. Das US-amerikanische Musikmagazin Idolator gab Work from Home im Durchschnitt 6,8 von 10 Punkten. Während Mike Wass die Wandlung von Fifth Harmony fasziniert, kritisiert Carl Williot den „lahmen Refrain“. Christopher Bohlsen von Renowned for Sound gab dem Lied 2,5 von 5 Sternen. Er lobte die „interessanten Sound-Efekte in der Strophe“, kritisierte jedoch, „dass es den meisten Teilen [des Liedes] an Unterscheidungen mangle“.

## Musikvideo
Das Musikvideo zu Work from Home, welches von Director X gedreht wurde, wurde zeitgleich mit der Single am 26. Februar 2016 veröffentlicht. Es zeigt die Mitglieder der Gruppe auf einer Baustelle umgeben von halbnackten Bauarbeitern. Während des Refrains tanzen die Mitglieder zusammen eine Choreografie, in den einzelnen Strophen sieht man das jeweilige singende Mitglied bei bestimmten Arbeiten auf der Baustelle. Aktuell (Stand: Januar 2023) hat das Video bei YouTube über 2,6 Milliarden Aufrufe und bei Vevo über 741 Millionen Aufrufe, wodurch es mit dem Vevo Certified Award für über 100 Millionen Views ausgezeichnet wurde. Bei den MTV Video Music Awards 2016 ist das Musikvideo in der Kategorie Best Collaboration nominiert.

## Preise
Bei den MTV Video Music Awards 2016 gewann das Lied die Kategorien Best Collaboration und Song of Summer.

## Kommerzieller Erfolg

### Chartplatzierungen
Work from Home erreichte weltweit hohe Chartplatzierungen und übertrumpfte damit Fifth Harmonys bisher kommerziell erfolgreichste Single Worth It. In der Chartwoche des 7. März 2016 debütierte das Lied auf Platz 12 der Billboard Hot 100 und war somit bereits in der ersten Woche charttechnisch in den Vereinigten Staaten genauso gut wie die beste Platzierung von Worth It. In der ersten Woche wurde Work from Home dort 80.000-mal verkauft und 10 Millionen Mal gestreamt. In der sechsten Chartwoche erreichte das Lied Platz 9 und ist dadurch der erste Top-10-Hit von Fifth Harmony in den Vereinigten Staaten. Es ist außerdem der erste Top-10-Hit einer Girlgroup in den Billboard Hot 100 seit When I Grow Up von den Pussycat Dolls aus dem Jahr 2008. Im weiteren Chartverlauf erreichte das Lied Platz 4 als Höchstposition. In den britischen Singlecharts stieg der Song auf Platz 23 ein und erreichte in der dritten Chartwoche die Top-10. Die Höchstposition gelang Work from Home mit Platz 2 in der fünften Chartwoche, wodurch es in Großbritannien ebenfalls den Charterfolg von Worth It toppen konnte.
In die deutschen Singlecharts stieg Work from Home am 11. März 2016 auf Platz 41 ein. Nachdem das Lied in der vierten Chartwoche mit Platz 11 bereits die beste Platzierung von Worth It überboten hatte, gelang eine Woche später mit Platz 8 erstmals für Fifth Harmony der Sprung in die deutschen Top-10. In der darauf folgenden Woche wurde mit Platz 7 die beste Platzierung in diesen Charts erreicht. In den Ö3 Austria Top 40 erreichte das Lied mit Platz 9 ebenfalls die Top-10. Auch in der Schweizer Hitparade wurde mit Platz 7 die Top-10 erreicht. In allen drei Musikmärkten ist Work from Home somit die bis dato erfolgreichste Veröffentlichung von Fifth Harmony.
Nummer-eins Platzierung gelang dem Lied in den Niederlanden und in Neuseeland, weitere Top-10-Platzierungen gelangen in Australien (Platz 3), Belgien (Flandern Platz 4, Wallonien Platz 6), Dänemark (Platz 9), Norwegen (Platz 6), Schweden (Platz 8) und Spanien (Rang 5).
| ChartsChartplatzierungen       | Höchstplatzierung | Wochen |
| ------------------------------ | ----------------- | ------ |
| Deutschland (GfK)              | 7 (31 Wo.)        | 31     |
| Österreich (Ö3)                | 9 (28 Wo.)        | 28     |
| Schweiz (IFPI)                 | 7 (38 Wo.)        | 38     |
| Vereinigte Staaten (Billboard) | 4 (34 Wo.)        | 34     |
| Vereinigtes Königreich (OCC)   | 2 (36 Wo.)        | 36     |

| ChartsJahrescharts (2016)      | Platzierung |
| ------------------------------ | ----------- |
| Deutschland (GfK)              | 30          |
| Österreich (Ö3)                | 38          |
| Schweiz (IFPI)                 | 21          |
| Vereinigte Staaten (Billboard) | 16          |
| Vereinigtes Königreich (OCC)   | 15          |

### Auszeichnungen für Musikverkäufe
Work from Home wurde weltweit mit 2× Gold, 42× Platin und 2× Diamant ausgezeichnet. Damit wurde die Single über 9,5 Millionen Mal verkauft. Für über 5.000.000 Zertifikatseinheiten (Verkäufe und Musikstreaming) wurde Work from Home von der Recording Industry Association of America mit fünf Platin-Schallplatten ausgezeichnet. Bisher wurde das Lied in Großbritannien über 1,8 Millionen Mal verkauft, wodurch Fifth Harmony von der British Phonographic Industry mit drei Platin-Schallplatten ausgezeichnet wurden.
| Land/Region                  | Auszeichnungen für Musikverkäufe (Land/Region, Auszeichnung, Verkäufe) | Verkäufe  |
| ---------------------------- | ---------------------------------------------------------------------- | --------- |
| Australien (ARIA)            | 6× Platin                                                              | 440.000   |
| Belgien (BRMA)               | 2× Platin                                                              | 60.000    |
| Brasilien (PMB)              | Diamant                                                                | 160.000   |
| Dänemark (IFPI)              | 2× Platin                                                              | 180.000   |
| Deutschland (BVMI)           | Platin                                                                 | 400.000   |
| Frankreich (SNEP)            | Diamant                                                                | 233.333   |
| Italien (FIMI)               | 3× Platin                                                              | 150.000   |
| Kanada (MC)                  | 5× Platin                                                              | 400.000   |
| Malaysia (RIM)               | Platin                                                                 | 200.000   |
| Mexiko (AMPROFON)            | 7× Gold                                                                | 210.000   |
| Neuseeland (RMNZ)            | 5× Platin                                                              | 150.000   |
| Niederlande (NVPI)           | Platin                                                                 | 40.000    |
| Österreich (IFPI)            | Gold                                                                   | 15.000    |
| Polen (ZPAV)                 | 2× Platin                                                              | 40.000    |
| Portugal (AFP)               | Platin                                                                 | 10.000    |
| Schweden (IFPI)              | 4× Platin                                                              | 160.000   |
| Spanien (Promusicae)         | Platin                                                                 | 40.000    |
| Vereinigte Staaten (RIAA)    | 5× Platin                                                              | 5.000.000 |
| Vereinigtes Königreich (BPI) | 3× Platin                                                              | 1.800.000 |
| Insgesamt                    | 2× Gold · 45× Platin · 2× Diamant ·                                    | 9.715.000 |

### Auszeichnungen für Musikstreaming
| Land/Region  | Auszeichnungen für Musikverkäufe (Land/Region, Auszeichnung, Verkäufe) | Verkäufe   |
| ------------ | ---------------------------------------------------------------------- | ---------- |
| Japan (RIAJ) | Gold                                                                   | 50.000.000 |
| Insgesamt    | 1× Gold ·                                                              | 50.000.000 |

## Formate
Download
- Work from Home – 3:36